# Claude-Nicolas-Guillaume de Lorimier
Claude-Nicolas-Guillaume de Lorimier  (1744-1825) est un homme politique canadien. 

## Biographie
Claude-Nicolas-Guillaume de Lorimier était le fils de l'officier Claude-Nicolas de Lorimier de La Rivière et de Marie-Louise, fille de Michel Lepailleur de Laferté (notaire royal, juge sénéchal, substitut du procureur du roi, lieutenant général civil et criminel) et de Catherine Jérémie, dit Lamontagne. 
Il fut élu député de Huntingdon de 1792 à 1796 à la chambre d'assemblée du Bas-Canada pour le parti canadien. Il combattit les Américains en 1775 et 1812.

## Généalogie

Registres de l'état civil du Québec.
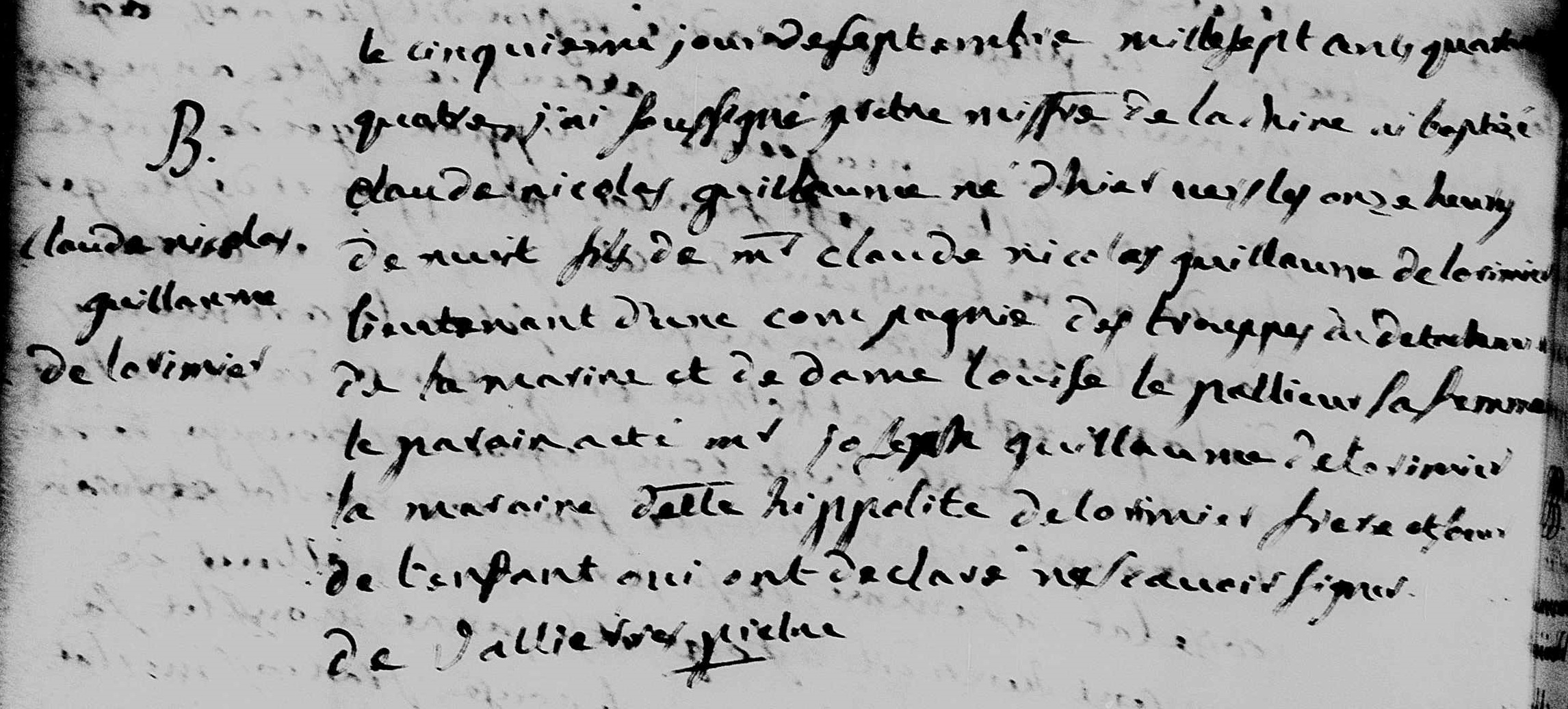
Acte de baptême de Claude Nicolas Guillaume de Lorimier. 5 septembre 1744. Paroisse Saints-Anges-de-Lachine de la ville de Lachine.
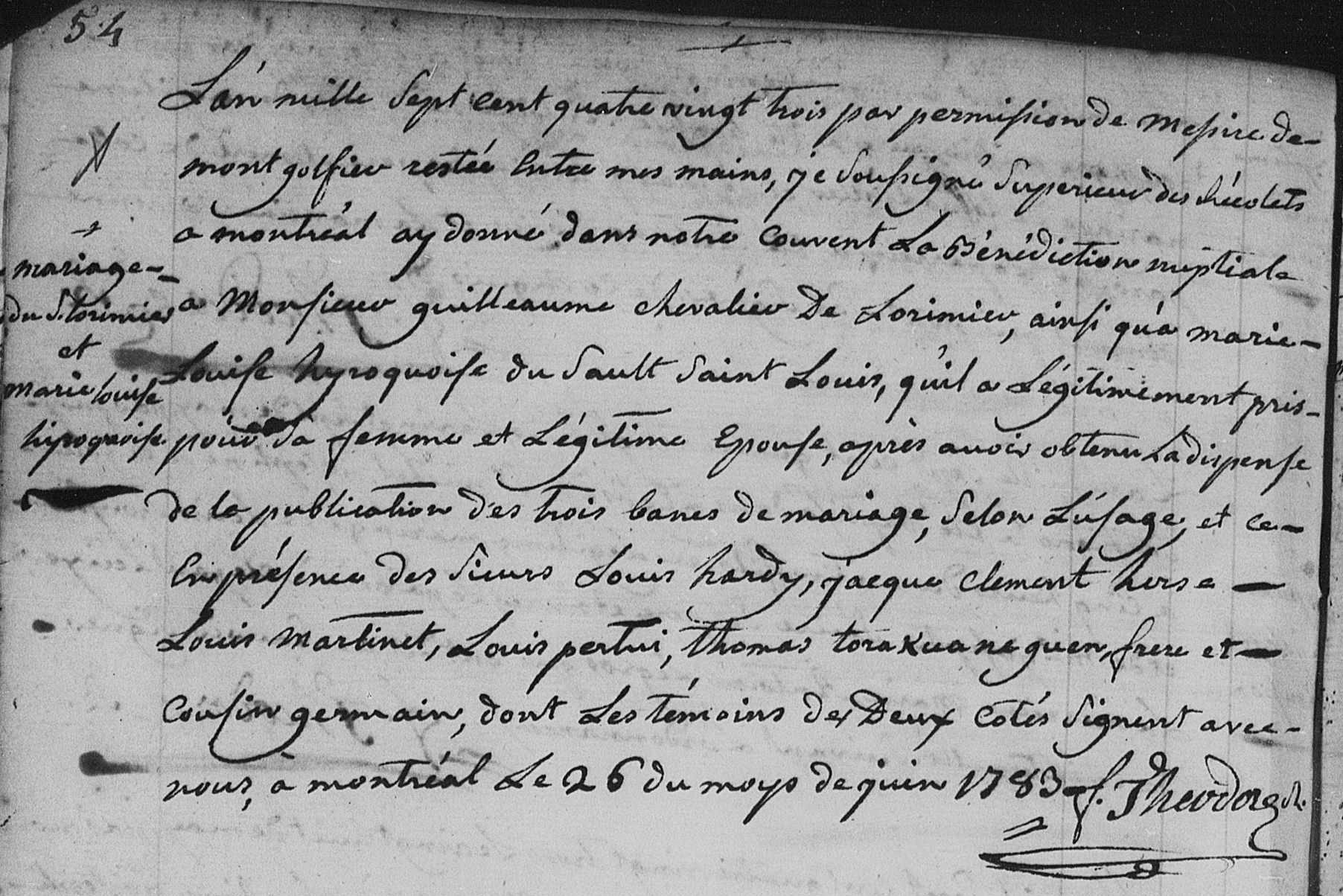
Acte de mariage entre Guilleaume Chevalier de Lorimier et Marie Louise, Hyroquoise du Sault Saint Louis. 26 juin 1783. Paroisse Saints-Anges-de-Lachine de la ville de Lachine.
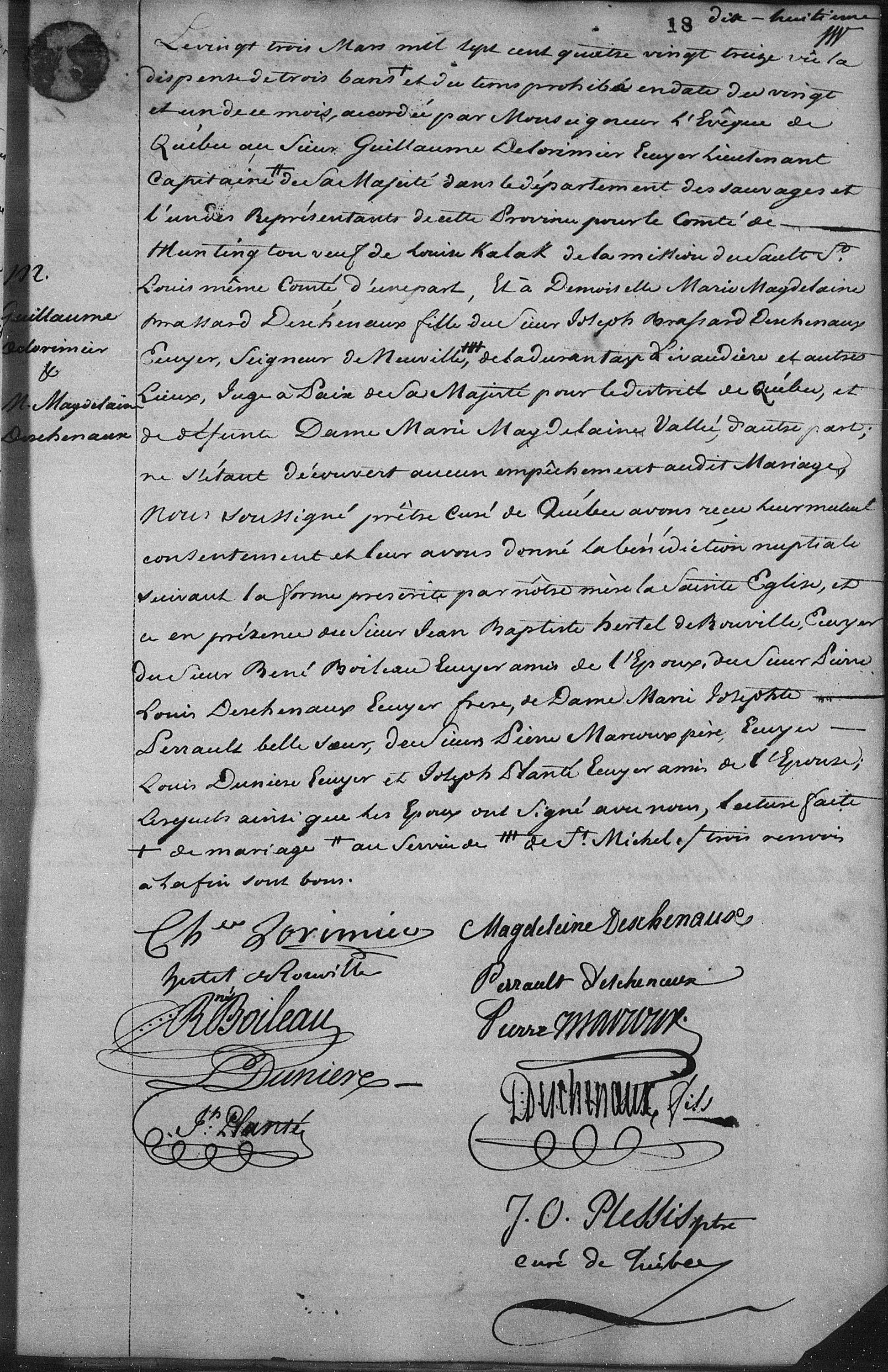
Acte de mariage entre Guilleaume Delorimier et Marie Magdelaine Brassard Deschenaux. 23 mars 1793. Paroisse Notre-Dame-de-Québec de la ville de Québec.
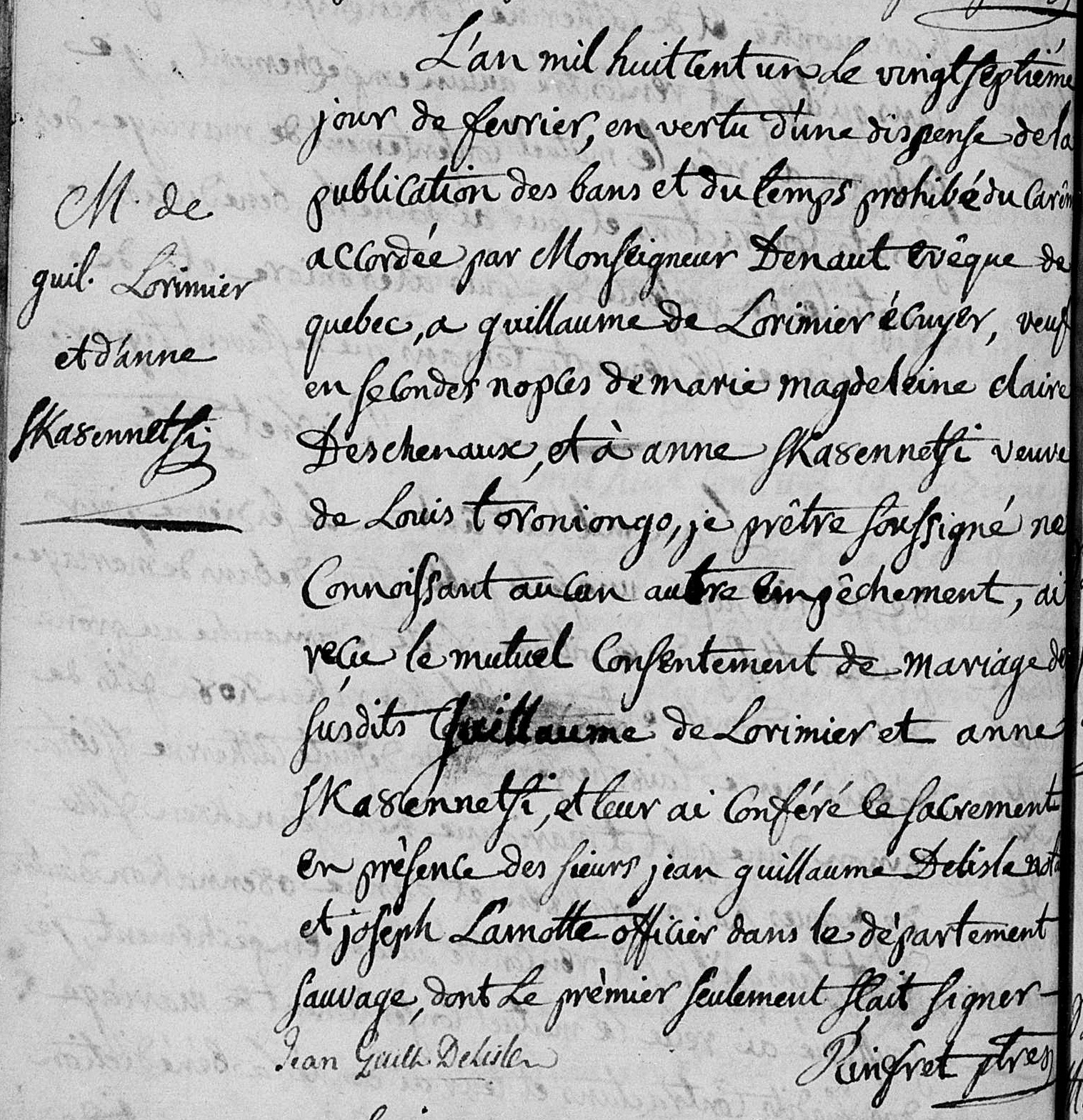
Acte de mariage entre Guilleaume de Lorimier et Anne Ska8ennetsi. 27 février 1801. Paroisse Saint-François-Xavier-de-Caughnagawa de la ville de Caughnagawa.
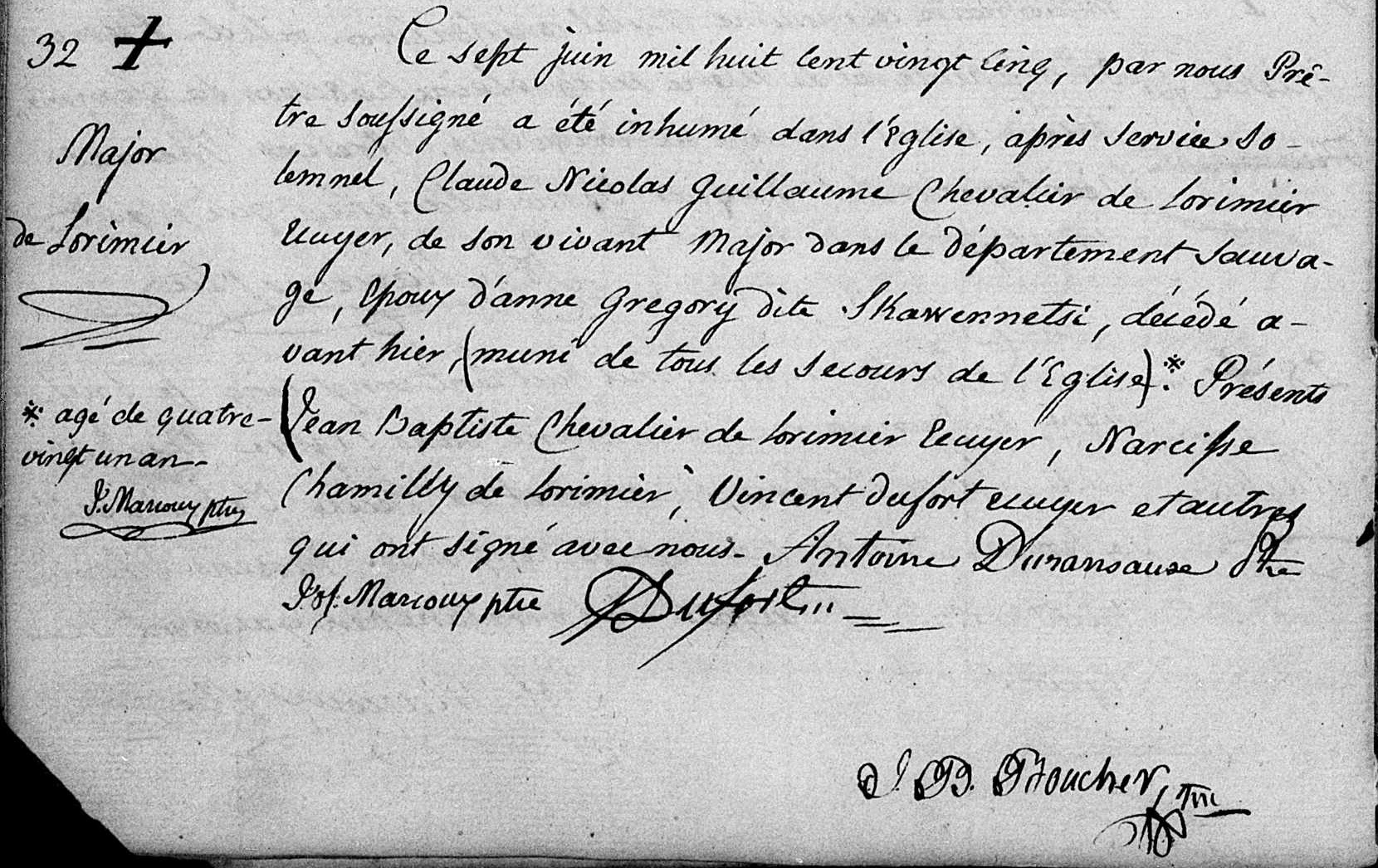
Acte de sépulture de Claude Nicolas Guillaume Chevalier de Lorimier. 7 juin 1825. Paroisse Saint-François-Xavier-de-Caughnagawa de la ville de Caughnagawa.